# 佐々木盛雄
佐々木 盛雄（ささき もりお、1908年（明治41年）8月23日 - 2001年（平成13年）8月25日）は、日本の新聞記者・編集者、政治家。
衆議院議員（4期）、内閣官房副長官を歴任した。

## 経歴
兵庫県出身。1932年、東京外国語学校を卒業。報知新聞社に入社し、外信部記者、政治部記者、海外特派員を務めた。戦時中は大本営海軍報道部嘱託、情報局嘱託となる。
終戦後、『自由新聞』を創刊し編集局長となる。その後、報知新聞社渉外部長に就任。1947年4月、第23回衆議院議員総選挙で兵庫県第5区に日本自由党から出馬し当選。以後、第24回、第26回、第28回総選挙で当選し、衆議院議員を通算4期務めた。この間、衆議院厚生委員長、第5次吉田内閣の労働政務次官、1960年7月から同年12月まで第1次池田内閣の内閣官房副長官、日本自由党情報部副部長、民主自由党政調会外務委員長、自由民主党総務、同国会対策副委員長などを歴任。
その他、サンフランシスコ講和会議に衆議院外務委員として、またワシントンD.C.で行われた新安保条約の調印式に議員団員として出席した。

## 著作
- 『国会デモ規制論』国民道徳協会 1968年
- 『断絶の日本』日本教文社 1969年
- 『甦える教育勅語 : 親と子の教養読本』国民道徳協会 1972年
- 『狂乱日本の終焉 : 憂国警世の書』国民道徳協会 1974年
- 『「教育勅語」の解説』国民道徳協会 1979年
- 『教育勅語 : 日本人のこころの源泉』みづほ書房 1986年
- 『日本のこころ : 次代を担う青少年へ』みづほ書房 1988年
- 『修身の話 : 寺子屋で用いた教科書が語る』みづほ書房 1998年